# Йордан Заимов
Йордан Димов Заимов е български езиковед.

## Биография
Роден е на 23 април 1921 г. в София. Завършва славянска филология в Софийския университет. През 1950 г. се жени за Василка Тъпкова. Става професор по езикознание в Института по български език при БАН. Занимава се с проучвания в областта на българската, балканската и славянската етимология и ономастика, историята на българския език и славянската епиграфика.
Умира на 11 декември 1987 г. в София.

### По-важни трудове
- „Местните имена в Пирдопско“ (1959 г.)
- „Заселване на българските славяни на Балканския полуостров. Проучване на жителските имена в българската топонимия“ (1967 г.)
- „Битолски надпис на Иван Владислав – самодържец български. Старобългарски паметник от 1015 – 1016 година“ (1970 г.)
- „Местните имена в Панагюрско“ (1977 г.)
- „Български именник“ (1988 г.)
- „Български водопис. А-Й – том 1“ (2012 г., посмъртно)
- „Български водопис. К-Р – том 2“ (2012 г., посмъртно)
- „Български водопис. С – том 3“ (2021 г., посмъртно)
- „Речник на съвременния български книжовен език“ (в 3 тома 1958 – 1959 г.), съставител,
- „Български етимологичен речник. т. I – II“ (1971 – 1979 г.), съставител.